# Chiloglanis sp. nov. 'Northern Ewaso Nyiro'
Chiloglanis sp. nov. 'Northern Ewaso Nyiro' é uma espécie de peixe da família Mochokidae.
É endémica do Quénia.
Os seus habitats naturais são: rios.